# Brama Wiślna w Krakowie
Brama Wiślna w Krakowie – brama w Krakowie w ciągu murów miejskich. Położona była u wylotu ul. Wiślnej na Planty i u zbiegu z dzisiejszą ulicą Karola Olszewskiego. Zburzona w XIX wieku.

## Historia

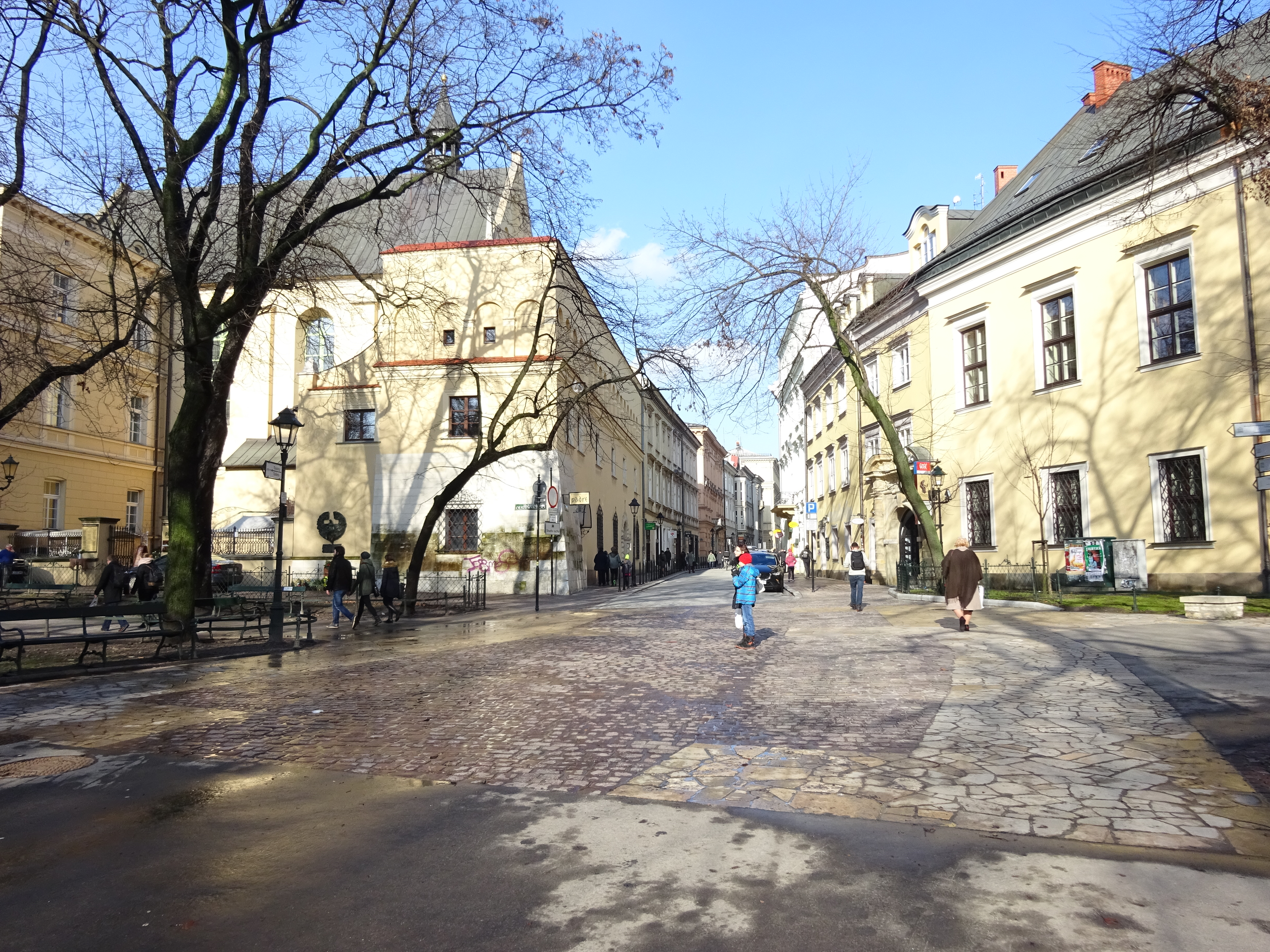
Symboliczny zarys murów Bramy Wiślnej w alejce na Plantach

Pierwsze wzmianki o bramie pochodzą z 1310 roku. Była to jedna z ośmiu krakowskich bram obronnych obok floriańskiej, sławkowskiej, grodzkiej, mikołajskiej-rzeźniczej (Brama na Gródku), szewskiej, nowej, pobocznej. Jej zadaniem była obrona tzw. Traktu Praskiego. Początkowo nie posiadała dużych rozmiarów. W XV wieku do bramy dobudowano ufortyfikowaną szyję. Brama nie ucierpiała w trakcie potopu szwedzkiego. Za bramę odpowiedzialne były cechy ślusarzy i kotlarzy. Została wyburzona w XIX wieku.